# António Costa Pinto
António Costa Pinto nasceu em Lisboa em 1953. Doutorado pelo Instituto Universitário Europeu (1992, Florença) e Agregado pelo ISCTE (1999), é Professor Catedrático da Universidade Lusófona-Campus de Lisboa. Foi Professor Convidado das Universidades de Stanford (1993) e Georgetown (2004) e Investigador Visitante na Universidade de Princeton (1996) e na Universidade da California- Berkeley (2000 e 2010). Entre 1999 e 2003 foi regularmente Professor Convidado do Institut d'Études Politiques de Paris. Foi Investigador Coordenador do Instituto de Ciências Sociais da Universidade de Lisboa.Foi Presidente da Associação Portuguesa de Ciência Política. As suas obras têm incidido sobretudo sobre o autoritarismo e fascismo, as transições democráticas e a "justiça de transição"  em Portugal e na Europa. A longevidade do Estado Novo português levou-o inicialmente ao estudo comparado dos sistemas autoritários. Mais recentemente dedicou-se ao estudo do impacto da União Europeia na Europa do Sul. Outro tema a que se tem dedicado é o das elites políticas e as mudanças de regime. É autor de mais de 50 artigos em revistas académicas portuguesas e internacionais. Foi consultor científico do Museu da Presidência da República portuguesa e tem colaborado regularmente na imprensa, rádio e televisão. 
Desde 2023, é sócio correspondente da Classe de Letras da Academia das Ciências de Lisboa (7.ª Secção - Ciências Sociais e Políticas).

## Obras Publicadas
- The Oxford Handbook of Portuguese Politics (Oxford: Oxford University Press, 2024) (co-organizador)
- Latin American Dictatorships in the Era of Fascism: The Corporatist Wave (London: Routledge, 2020).
- Political Institutions and Democracy in Portugal: Assessing the Impact of the Eurocrisis (Cham: Palgrave Macmillan, 2019).Authoritarianism and Corporatism in Europe and Latin America: Crossing Borders (London: Routledge, 2019) (edited with Federico Finchelstein).
- Corporatism and Fascism. The Corporatist Wave in Europe (London: Routledge, 2017)..
- A Vaga Corporativa. Corporativismo e Ditaduras na Europa e América Latina (Lisboa: Imprensa de Ciências Sociais, 2016) (editado com Francisco Palomanes Martinho).
- Os Camisas Azuis e Salazar. Rolão Preto e o Fascismo em Portugal (Lisboa, Edições 70, 2015).
- The Ends of European Colonial Empires: Case and Comparisons (Hampshire: Palgrave Macmillan, 2015) (editado com Miguel Bandeira Jerónimo).
- Rethinking Fascism and Dictatorship in Europe (Hampshire: Palgrave Macmillan, 2014) (editado com Aristotle Kallis).
- Portugal e o Fim do Colonialismo. Dimensões Internacionais (Lisboa: Edições 70, 2014) (editado com Miguel Bandeira Jerónimo).
- A Qualidade da Democracia em Portugal. A visão dos cidadãos (Lisboa: Imprensa de Ciências Sociais, 2013) (editado com Luís de Sousa e Pedro Magalhães).
- O Passado que não Passa. A sombra das ditaduras na Europa do Sul e América Latina (Rio de Janeiro: Civilização Brasileira, 2013) (editado com Francisco Palomanes Martinho).
- Dealing with the Legacy of Authoritarianism: The "Politics of the Past" in Southern European Democracies (Londres: Routledge, 2013) (editado com Leonardo Morlino)
- Charisma and Fascism in Inter-war Europe (Londres: Routledge, 2007) (editado com Roger Eatwell e Stein U. Larsen).
- Contemporary Portugal: Politics, Society and Culture (New York, NY: SSM-Columbia University Press, 2003).
- The Last Empire: Thirty Years of Portuguese Decolonisation (Bristol: Intellect, 2003) (editado com Stewart Lloyd-Jones).
- Who Governs Southern Europe? Regime Change and Ministerial Recruitment (Londres: Routledge, 2003) (editado com Pedro Tavares de Almeida e Nancy Bermeo).
- Southern Europe and the Making of the European Union (New York, NY: SSM-Columbia University Press, 2003) (editado com Nuno Severiano Teixeira).
- O Fim do Império Português: a cena internacional, a guerra colonial e a descolonização, 1961-1975 (Lisboa: Livros Horizonte,2001).
- The Blue Shirts: Portuguese Fascism in Inter-war Europe (New York, NY: SSM-Columbia University Press, 2000).
- Salazar’s Dictatorship and European Fascism: Problems of Interpretation (New York, NY: SSM-Columbia University Press, 1995).
- O Regresso das Ditaduras? (Lisboa: Fundação Francisco Manuel dos Santos, 2021)